# 艾力克斯·萊夫森
亞歷山大·日沃伊諾維奇，OC（1953年8月27日—）為一名加拿大音樂人，一般較常使用的是他的藝名艾力克斯·萊夫森（英語：Alex Lifeson），最為人熟知的身分作為加拿大搖滾樂團匆促樂團的吉他手。1968年，萊夫森與鼓手約翰·蘭特賽和主唱/貝斯手傑夫·瓊斯組成了匆促樂團，瓊斯在幾個月後由蓋迪·李取代，蘭特賽則是在1974年由尼爾·佩爾特取代。
在匆促樂團裡，萊夫森主要演奏電吉他與古典吉他，以及其他弦樂器包括曼陀、曼陀林和布祖基琴，他也在現場演出時擔任背景和聲，以及偶爾演奏鍵盤和低音踏板合成器。和其他匆促樂團的成員一樣，萊夫森也會在他吉他演奏的同時使用觸發採樣樂器。
儘管萊夫森也為匆促樂團外的一些作品做出了貢獻，他大部分的音樂作品都是與樂團合作的。除了音樂以外，萊夫森也是The Orbit Room—一間位於多倫多的酒吧餐廳的部分業主、畫家和領有証照的飛機駕駛員。
1996年5月9日，萊夫森與團友蓋迪·李和尼爾·佩爾特一起被授予加拿大勳章，這三人是第一支獲得此榮譽的搖滾樂團。萊夫森在滾石雜誌的百大吉他手中排行98，以及被雜誌《吉他世界》的讀者票選為「史上最偉大的吉他手」第3名（排在埃迪·范·海倫與布賴恩·梅之後）。

## 外部連結
- Audio-Technica的訪問 （页面存档备份，存于）
- 2002年CNN的訪談
- YouTube上的Alex Lifeson interview at home, Drink Bravely TV
- 加拿大勳章引用 （页面存档备份，存于）
- Lerxst Amplification （页面存档备份，存于）